# Eddie Zwier
Eduard Zwier (30 juli 1934) is een voormalig Nederlands hockeyer.
Eduard Zwier is jarenlang actief in de hockey geweest bij SCHC uit Bilthoven.
Hij heeft namens de KNHB in 1960 meegespeeld in:
- Nederland - België
- Nederland - Denemarken
- Nederland - Frankrijk
- Nederland - India
- Nederland - Nieuw-Zeeland

In 1989 is Zwier getrouwd met Max Kramer in Tiel. Zwier  is momenteel nog lid van de Orange All Stars, die Arnold Vanderlyde, Guus Hiddink en Ties Kruize ook tot hun leden mogen rekenen. In 2006 is Zwier na het verkopen van zijn bedrijf geëmigreerd naar Zuid-Frankrijk.
Wim de Beer · 
Patrick Buteux van der Kamp · 
Carel Dekker · 
Thom van Dijck · 
Jan-Willem van Erven Dorens · 
Frans Fiolet · 
Jan van Gooswilligen · 
Egbert de Graeff · 
Freddie Hooghiemstra · 
Jaap Leemhuis · 
Gerard Overdijkink · 
Gerrit de Ruiter · 
Theo Terlingen · 
Theo van Vroonhoven · 
Hans Wagener · 
Eddie Zwier · 
Coach: Jan Anjema